# Droga wojewódzka 646
Die Droga wojewódzka 646 (DW646) ist eine sechs Kilometer lange Droga wojewódzka (Woiwodschaftsstraße) in der  Woiwodschaft Kujawien-Pommern in Polen. Die Strecke im Powiat Toruński führt zur Landesstraße DK15.
Die Straße verläuft vom Dorf Turzno in südöstlicher Richtung bis Brzeźno. Auf diesem Weg quert sie die Bahnstrecke Toruń–Olsztyn (Thorn–Allenstein) mit einem schienengleichen Bahnübergang, unterquert die Autostrada A1 (E 75) und überquert die Landesstraße DK96. Kurz hinter Brzeźno wird die DK15 erreicht.
Über DK15 und DK96 (mit 1600 Metern kürzeste Landesstraße in Polen) erfolgt die Anbindung an die Autostrada A1 (Anschlussstelle Turzno/Toruń Północ (Thorn-Nord)).
In Turzno zweigt eine Innerortsstraße ab, die nach 400 Metern die Bahnstation Turzno Kujawskie erreicht.

## Streckenverlauf
Woiwodschaft Kujawien-Pommern, Powiat Toruński
-  Turzno
- Brzeźno
-  Brzeźno (Landesstraße DK15 → DK96 → A1)